# Дения (тайфа)
Тайфа Дения (исп. Taifa de Denia от арабского «Даньях» دانية «низкий», «близкий») — средневековое исламское государство на востоке современной Испании, существовавшее в течение двух временных интервалов: 1010-1076 и 1224-1227 годах. Оно включала в себя часть материковой Испании вокруг города Дения и Балеарские острова. В 1050 году губернатор Балеарских островов Абдаллах ибн Аглаб объявил себя независимым правителем. В результате этого территория тайфы Дения стала включать в себя лишь часть материковой Испании. В 1076 году Дения была завоёвана более сильной тайфой Сарагосой. Позже она становилось частью государств Альморавидов и Альмохадов. В 1224 году Дении удалось восстановить самостоятельность. В 1227 году тайфа Дения была окончательно завоёвана Арагоном.

## Население
Население тайфы состояло из мусульман арабо-берберского происхождения, занимавшихся сельским хозяйством и пиратством, а также автохтонных христиан-мосарабов. Политическую власть в государстве на последних этапах его существования захватили сакалиба. Приверженцы ислама, в частности, мориски сохранились в регионе Дении до начала XVII века.

## Правители тайфы Дения
- Амириды
  - Муджахид аль-Муваффак (1010/1012-1045)
  - Али Икбал ад-Давла (1045—1076)
- под контролем тайфы Сарагосы (1076—1081)
- под контролем тайфы Тортосы (1081—1092)
- под контролем Альморавидов и Альмохадов (1092—1224)
  - Абу Саид Абд ар-Рахман (1224—1227)
- тайфа присоединена к королевству Арагон (с 1227 года)

## Известные уроженцы и жители
- Абу Аль-Сальт (1068—1134) — арабский астроном